# Illice liberomacula
Illice liberomacula là một loài bướm đêm thuộc phân họ Arctiinae, họ Erebidae.